# Штудер, Вилли
Вилли Штудер (нем. Willi Studer, 17 декабря 1912 — 1 марта 1996) — швейцарский инженер и предприниматель, основатель компании Studer, владеющей брендом звукозаписывающей аппаратуры Revox.
Вильгельм Штудер основал свою первую компанию Tell в 19-летнем возрасте. Он занимался производством радиоприёмников. Его продукция была качественной, но достаточно дорогой, поэтому компания не просуществовала долго. Тем не менее, Штудер получил радиотехническое образование и стал успешным конструктором.
В 1948 году Штудер создал небольшую фабрику электрооборудования в Цюрихе. Он поставил задачу усовершенствовать американские катушечные магнитофоны и для своей продукции придумал название Revox. К концу 1950 года у Штудера работало 25 сотрудников. 
Одним из первых продуктов компании стал магнитофон Studer 27, предназначенный для использования на радиостанциях. За ним последовал выпуск модели Revox A36, а также Revox B36 — первого профессионального аппарата, доступного на любительском рынке. 
В 1967 году была выпущена серия A77, закрепившая репутацию компании, выпускающей высококачественную (Hi-Fi) аппаратуру. 
С 1960 Штудер тесно сотрудничает с Вильгельмом Францем, основателем компании Elektro-Mess-Technik, чтобы выйти на международный рынок. 
Многоканальная версия магнитофона Studer C37, получившая название J37, использовалась The Beatles для записи одноимённого альбома на студии «Эбби-Роуд». Это принесло компании и её продукции всемирное признание.
В 1986 году Studer Revox Group насчитывала более 2000 сотрудников в 10 странах, а ежегодный оборот достиг отметки в 220 млн швейцарских франков. В 1990 г. Штудер продал компанию швейцарской Motor Columbus Group; через несколько лет, в 1994 году она стала частью Harman International Industries (Harman Group), а бренд Revox был выкуплен немецкими инвесторами и остался на родине в Германии — в Виллинген-Швейнингене.
В 1978 году Вилли Штудер получил звание почётного доктора технических наук Швейцарской высшей технической школы Цюриха. 
В 1982 году Штудер получил золотую медаль Аудиоинженерного Сообщества (AES) на съезде в Монтре.
Вилли Штудер скончался 1 марта 1996 года.